# Любитово (Тверская область)
Любитово — деревня в Бологовском районе Тверской области России. Входит в состав Кемецкого сельского поселения.

## География

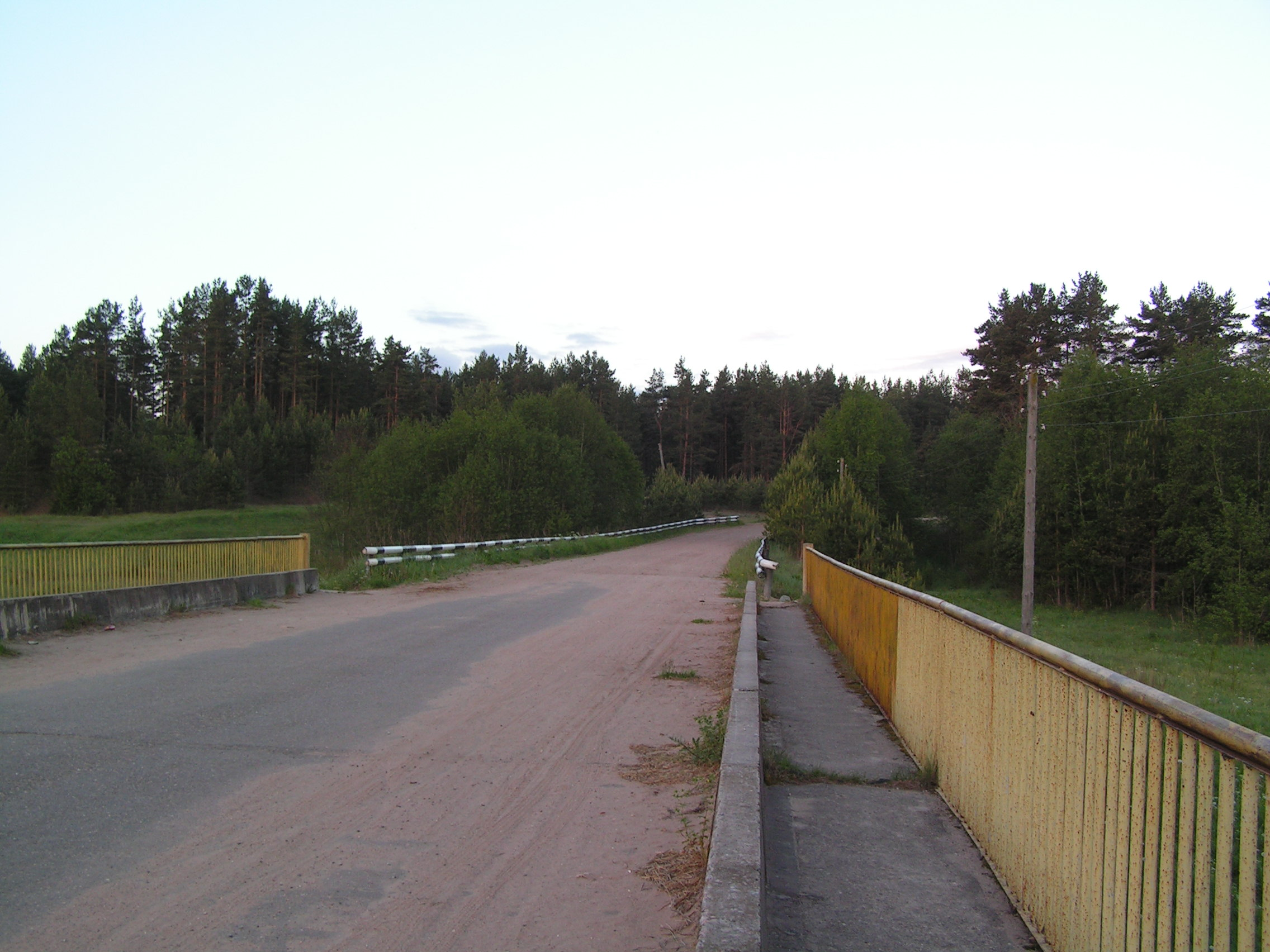
Мост через Березайку в Любитово

Деревня находится в северной части Тверской области, в зоне хвойно-широколиственных лесов, в пределах восточного склона Валдайской возвышенности, на берегах реки Березайки, при автодороге 28Н-0175, на расстоянии примерно 29 километров (по прямой) к северо-северо-востоку от Бологого, административного центра района. Абсолютная высота — 151 метр над уровнем моря.

### Климат
Климат характеризуется как умеренно континентальный, влажный, с холодной продолжительной зимой и умеренно тёплым летом. Среднегодовая температура воздуха — 4,8 °C. Средняя температура воздуха самого холодного месяца (января) — −7,8 °C (абсолютный минимум — −48 °C), средняя температура самого тёплого (июля) — 15,6 °С (абсолютный максимум — 36 °С). Годовое количество атмосферных осадков составляет в среднем 762 мм, из которых большая часть выпадает в тёплый период. Снежный покров держится в течение 140 дней.

### Часовой пояс
Деревня Любитово, как и вся Тверская область, находится в часовой зоне МСК (московское время). Смещение применяемого времени относительно UTC составляет +3:00.

## Население
| 2010 |
| ---- |
| 29   |

### Национальный состав
Согласно результатам переписи 2002 года, в национальной структуре населения русские составляли 98 % из 41 чел.